# Andreas Lambertz
Andreas Lambertz (ur. 15 października 1984 w Dormagen) – niemiecki piłkarz występujący na pozycji pomocnika. Zawodnik Dynama Drezno.

## Kariera
Lambertz jako junior grał w zespołach SG Orken/Noithausen, TSV Bayer Dormagen, TSV Norf, Borussia Mönchengladbach, VfR Neuss oraz Fortuna Düsseldorf, do której trafił w 2002 roku. W 2003 roku został włączony do jej pierwszej drużyny, grającej w Oberlidze Nordrhein. W 2004 roku awansował z nią do Regionalligi Nord, a w 2009 roku do 2. Bundesligi. Zadebiutował w niej 8 sierpnia 2009 roku w wygranym 3:0 pojedynku z SC Paderborn 07. 19 września 2009 roku w wygranym 4:1 spotkaniu z Rot Weiss Ahlen strzelił pierwszego gola w 2. Bundeslidze. W 2012 roku wywalczył z klubem awans do Bundesligi. W 2015 przeszedł do Dynama Drezno.